# 纳肯海姆
纳肯海姆是德国莱茵兰-普法尔茨州的一个市镇。总面积8.62平方公里，总人口5559人，其中男性2759人，女性2800人（2011年12月31日），人口密度645人/平方公里。

## 友好城市
- 法國 波马尔